# Bolltistelsläktet

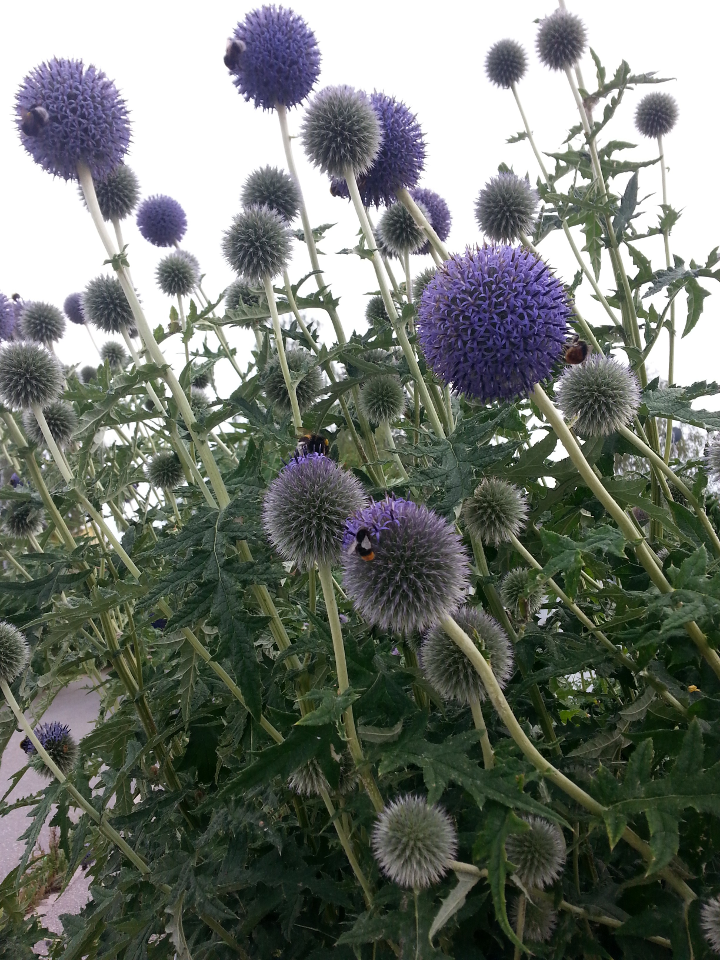
Blå bolltistel i Upplands Väsby

Bolltistlar (Echinops) är ett växtsläkte i familjen korgblommiga växter med ca 120 arter i södra Europa, Nordafrika och Centralasien.

## Bildgalleri

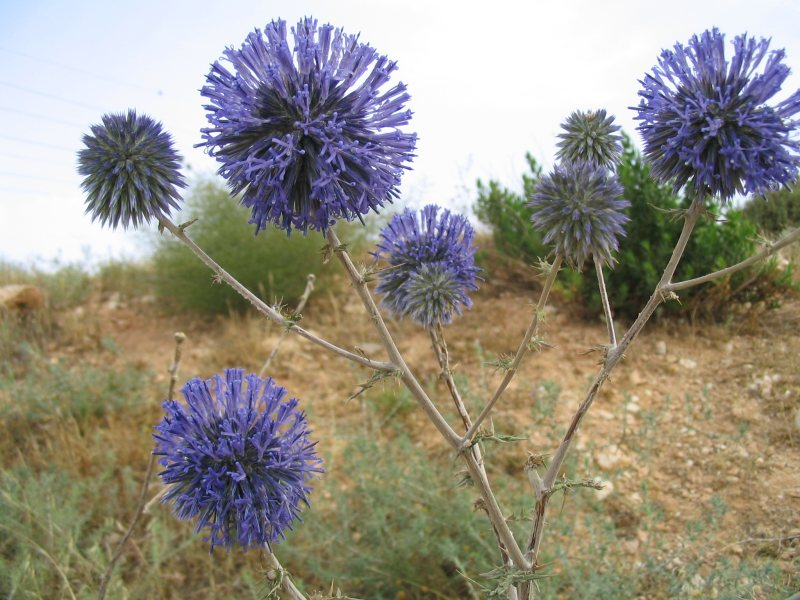
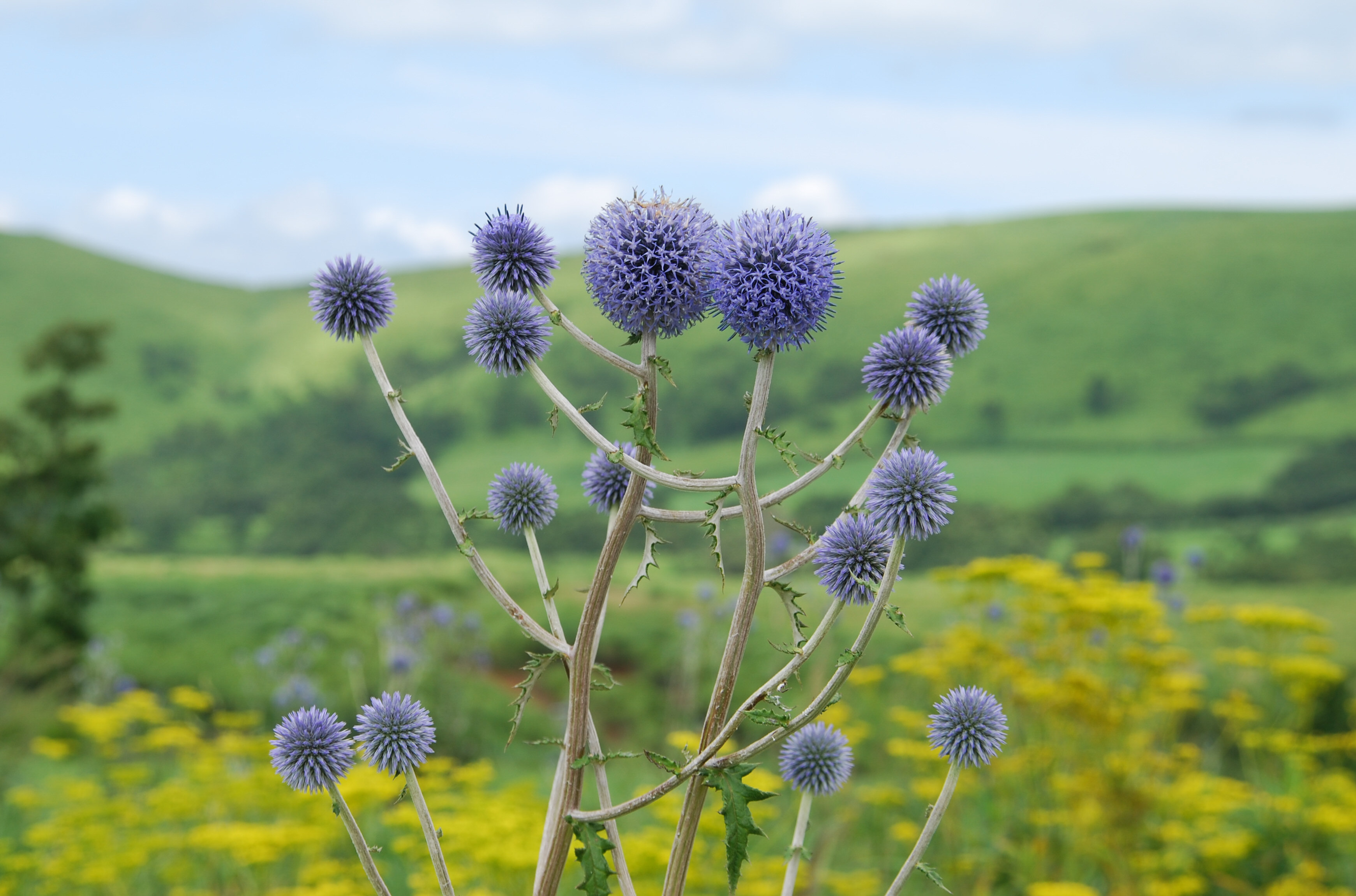
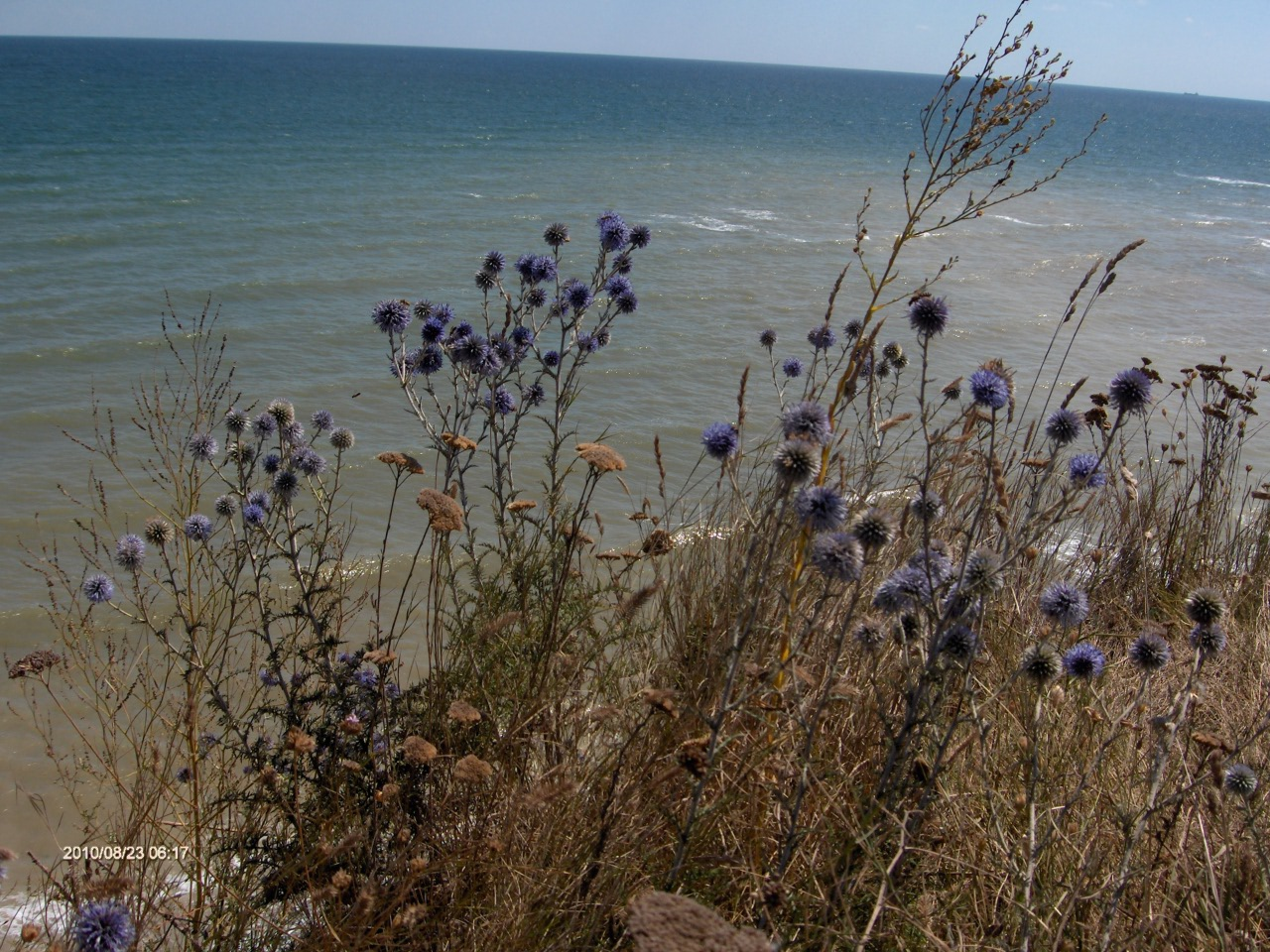

## Dottertaxa till Bolltistlar, i alfabetisk ordning[1]
- Echinops aberdaricus
- Echinops abstersibilis
- Echinops abuzinadianus
- Echinops acantholepis
- Echinops afghanicus
- Echinops albicaulis
- Echinops amoenus
- Echinops amplexicaulis
- Echinops angustilobus
- Echinops arachniolepis
- Echinops araneosus
- Echinops armatus
- Echinops armenus
- Echinops atrox
- Echinops aucheri
- Echinops babatagensis
- Echinops bakhtiaricus
- Echinops bannaticus
- Echinops brevipenicillatus
- Echinops buhaitensis
- Echinops candelabrum
- Echinops cephalotes
- Echinops ceratophorus
- Echinops cervicornis
- Echinops chantavicus
- Echinops chardinii
- Echinops chloroleucus
- Echinops chlorophyllus
- Echinops chodzha-mumini
- Echinops chorassanicus
- Echinops conrathii
- Echinops coriophyllus
- Echinops cornigerus
- Echinops cyanocephalus
- Echinops cyrenaicus
- Echinops dasyanthus
- Echinops descendens
- Echinops dichrous
- Echinops dissectus
- Echinops dubjanskyi
- Echinops ecbatanus
- Echinops echinatus
- Echinops elatus
- Echinops elbursensis
- Echinops ellenbeckii
- Echinops elymaiticus
- Echinops emiliae
- Echinops endotrichus
- Echinops erinaceus
- Echinops erioceras
- Echinops eryngiifolius
- Echinops exaltatus
- Echinops fastigiatus
- Echinops faucicola
- Echinops fedtschenkoi
- Echinops foliosus
- Echinops fraudator
- Echinops freitagii
- Echinops galalensis
- Echinops gedrosiacus
- Echinops ghoranus
- Echinops giganteus
- Echinops glaberrimus
- Echinops glanduloso-punctatus
- Echinops gmelinii
- Echinops gracilis
- Echinops graecus
- Echinops griffithianus
- Echinops grijsii
- Echinops guineensis
- Echinops haussknechtii
- Echinops hebelepis
- Echinops hedgei
- Echinops heteromorphus
- Echinops heterophyllus
- Echinops himantophyllus
- Echinops hispidus
- Echinops hissaricus
- Echinops hoehnelii
- Echinops hololeucus
- Echinops humilis
- Echinops hussonii
- Echinops hystrichoides
- Echinops ilicifolius
- Echinops inermis
- Echinops integrifolius
- Echinops iranshahrii
- Echinops jesdianus
- Echinops kafirniganus
- Echinops kandaharensis
- Echinops karatavicus
- Echinops kasakorum
- Echinops kebericho
- Echinops keredjensis
- Echinops kermanshahanicus
- Echinops knorringianus
- Echinops koelzii
- Echinops kotschyi
- Echinops kurdicus
- Echinops lalesarensis
- Echinops lanatus
- Echinops lasiolepis
- Echinops latifolius
- Echinops leiopolyceras
- Echinops leucographus
- Echinops longifolius
- Echinops longipenicillatus
- Echinops longisetus
- Echinops macrochaetus
- Echinops macrophyllus
- Echinops malacophyllus
- Echinops mandavillei
- Echinops maracandicus
- Echinops melitenensis
- Echinops mersinensis
- Echinops microcephalus
- Echinops mildbraedii
- Echinops mosulensis
- Echinops multicaulis
- Echinops myrioceras
- Echinops nanus
- Echinops nitens
- Echinops niveus
- Echinops nizvanus
- Echinops nuratavicus
- Echinops obliquilobus
- Echinops onopordum
- Echinops opacifolius
- Echinops orientalis
- Echinops ossicus
- Echinops oxyodontus
- Echinops pabotii
- Echinops pachyphyllus
- Echinops pannosus
- Echinops pappii
- Echinops paradoxus
- Echinops parviflorus
- Echinops pathanorum
- Echinops pellenzianus
- Echinops persepolitanus
- Echinops phaeocephalus
- Echinops philistaeus
- Echinops polyacanthus
- Echinops polyceras
- Echinops polychromus
- Echinops polygamus
- Echinops praetermissus
- Echinops prionolepis
- Echinops procerus
- Echinops przewalskyi
- Echinops pseudomaracandicus
- Echinops pseudosetifer
- Echinops pubisquameus
- Echinops pungens
- Echinops rajasthanensis
- Echinops rectangularis
- Echinops registanicus
- Echinops reticulatus
- Echinops ritro
- Echinops ritrodes
- Echinops robustus
- Echinops rubromontanus
- Echinops saissanicus
- Echinops setifer
- Echinops shahrudensis
- Echinops sheilae
- Echinops sintenisii
- Echinops sojakii
- Echinops sphaerocephalus
- Echinops spiniger
- Echinops spinosissimus
- Echinops strigosus
- Echinops subglaber
- Echinops sulaimanii
- Echinops sylvicola
- Echinops taeckholmianus
- Echinops taftanicus
- Echinops talassicus
- Echinops tenuisectus
- Echinops tibeticus
- Echinops tjanschanicus
- Echinops tournefortii
- Echinops transcaspicus
- Echinops transcaucasicus
- Echinops transiliensis
- Echinops tricholepis
- Echinops tschimganicus
- Echinops vaginatus
- Echinops wakhanicus
- Echinops villosissimus
- Echinops viridifolius
- Echinops yemenicus